# Jamal
Polotok Jamal (rusko полуостров Ямал, latinizirano: poluostrov Jamal) leži v Jamalo-Nenetskem avtonomnem okrogu na severozahodu Sibirije v Rusiji. Dolg je okrog 700 km in meji na Karsko morje, zaliv Bajdaratskaja na zahodu, in na Obski zaliv, estuarij reke Ob na vzhodu. Na severnem delu polotoka leži Maliginov preliv (imenovan po raziskovalcu Arktike Stepanu Gavriloviču Malyginu, umrlem 1764) in za njim otok Beli. Vzhodno od reke/estuarija Oba je polotok Gidan. V jeziku prvotnih prebivalcev, Nenets, »Jamal« pomeni »Konec zemlje«.
Polotok Jamal poseljuje veliko ptic selivk. Poleti 2007 je bil na polotoku odkrit dobro ohranjen primerek 37.000 let starega mamutovega mladiča, »Ljube«. Žival je bila samica in v času smrti stara okoli enega meseca.

## Geografija
Večino polotoka prekriva permafrost. Veliko jezer je termokraškega izvora. Največji sta jezeri Neito in Jambuto na osrednjem delu polotoka. Na polotoku Jamal je bilo najdenih veliko polj ogljikovodikov, predvsem zemeljskega plina. Glavnina ogljikovodikov je na prepustnem Apto-Cenomanskem kompleksu.

## Reja severnih jelenov
Po antropologu Svenu Haakonsonu je polotok Jamal kraj, kjer je nomadska reja severnih jelenov najbolje ohranjena v Ruski federaciji. Ljudstvi Nenec in Hanti redita okrog pol milijona domačih severnih jelenov.

## Razvoj
Območje je večinoma nerazvito, vendar poteka delo na več infrastrukturnih projektih, med drugim na plinovodu in več mostovih. Na Jamalu so največje ruske zaloge zemeljskega plina. 572 km dolga železnica Obskaja–Bovanenkovo, dokončana leta 2011, je najsevernejša železnica na svetu. Ruski plinski monopolist Gazprom je načrtoval razvoj Jurharovskega plinskega polja do 2011–2012. Na polotoku naj bi bilo po ocenah 53 bilijonov kubičnih metrov rezerv zemeljskega plina.